# Rachecourt-Suzémont
Rachecourt-Suzémont är en kommun i departementet Haute-Marne i regionen Grand Est (tidigare regionen Champagne-Ardenne) i nordöstra Frankrike. Kommunen ligger i kantonen Wassy som tillhör arrondissementet Saint-Dizier. År 2022 hade Rachecourt-Suzémont 106 invånare.

## Befolkningsutveckling
Antalet invånare i kommunen Rachecourt-Suzémont
| Referens: INSEE |